# Début de Soirée
Début de Soirée — французский поп-/евродиско-дуэт, основанный в 1984 году и популярный в конце 80-х годов. Группу составили Саша Гёллер (Sacha Goëller), работавший на марсельском радио, и Вильям Пикар (William Picard) — диджей из Экс-ан-Прованса.

## История группы
Какое-то время группа называлась Yankee — под этим названием музыканты выпустили свой первый сингл «Mister DJ».
Первым суперхитом дуэта стала песня «Nuit de folie» (1988), написанная в 1984, но в первоначальной версии прошедшая незамеченной. Выпущенная на волне популярности «диско 80-х» версия разошлась тиражом в 1.300.000 копий и заняла первое место в национальном хит-параде Франции.
В том же 1988 году группа выпустила ещё один успешный сингл — песню «La vie la nuit», по качеству не уступающую предыдущей, но во Франции она заняла лишь второе место (было продано 800.000 копий сингла).
В 1989 году вышла в свет баллада дуэта «Jardins d’enfants» (500.000 проданных копий), предварившая выход одноимённого студийного альбома. С этого времени популярность дуэта стала падать, их последующие синглы «Chance» и «Belles, belles, belles» (кавер-версия песни Клода Франсуа) не попали даже в лучшую двадцатку французского чарта.
В 1991 вышел альбом Début de Soirée под названием «Passagers de la nuit». Позднее в том же году альбом был перевыпущен под названием «Tous les paradis», в новую версию были включены две ранее не издававшиеся песни. 
В 1996 группа предприняла последнюю попытку вернуть себе былую популярность, выпустив в свет альбом «Faut pas exagérer». Но ни альбом, ни вышедший сингл с него «Anges gardiens» успеха не имели. Большей популярностью пользовались и пользуются то и дело выходящие новые танцевальные версии их главного хита «Nuit de folie».
Уже после того, как в 2004 году дуэт объявил о своём распаде, вышел (2008)  последний на сегодняшний день сборник их лучших песен, названный по имени их самого популярного сингла. 

## Дискография

### Синглы
- Mister DJ (под названием "Yankee") (1987)
- Nuit de Folie (1988)
- La Vie la Nuit (1988)
- Jardins d'Enfants (1989)
- Chance (1989)
- Belles belles belles (1990)
- De révolutions en satisfactions (1991)
- Tous les paradis (1991)
- Nuit de folie remix dance club (1995)
- Anges gardiens (1996)
- Nuit de folie New Remix (2000)

### Альбомы
- Jardins d'Enfants (1989)
- Passagers de la nuit (1991)
- Tous les paradis (1991)
- Faut pas exagérer (1996)